# Charles Sorel

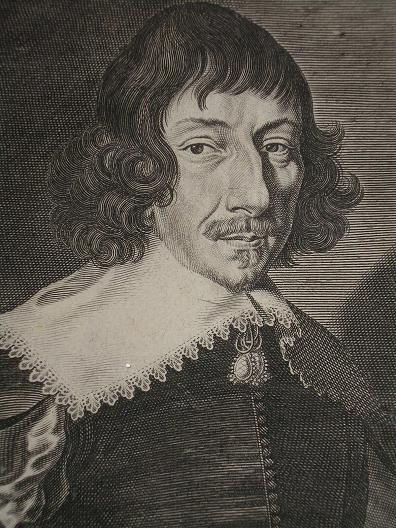
Charles Sorel

Charles Sorel, Seigneur de Souvigny (* um 1602 in Paris; † 7. März 1674 ebenda), war ein französischer Schriftsteller und Historiker.
Geboren und aufgewachsen in einer Pariser Juristenfamilie, betrat Sorel als ganz junger Mann 1623 höchst erfolgreich die literarische Bühne mit La vraie histoire comique de Francion, dem ersten französischen Picaro-Roman nach spanischen Vorbildern (z. B. dem Lazarillo de Tormes von 1554).
Der Francion erzählt die Geschichte eines jungen Provinzadeligen dieses Namens, der zunächst ein Liebesabenteuer mit einer verheirateten Frau hat, dann aber eine ideale Geliebte wiederzufinden versucht, die nach Italien entschwunden ist und die er schließlich auch bekommt. Eingefügt in diese in der dritten Person erzählte Haupthandlung, die zunächst bei und in Paris, dann in und bei Rom spielt, sind längere Einschübe, in denen verschiedene Erzähler und Erzählerinnen, darunter der Protagonist Francion selbst, in der Ich-Form rückblickend aus ihrem mehr oder weniger bewegten Leben berichten. Hierbei gibt Sorel in einer für die Zeit sehr realistischen Weise Einblick in die Lebensverhältnisse fast aller Schichten der damaligen französischen Gesellschaft, die im Rahmen spannender Handlungssequenzen nicht ohne Witz und Satire dargestellt werden. Der Francion wurde das ganze 17. Jahrhundert hindurch ständig nachgedruckt und vielfach imitiert. Die deutsche Übersetzung Wahrhaftige und lustige Historie vom Leben des Francion erschien in Frankfurt 1662.
1627/28 publizierte Sorel einen weiteren, nur noch passabel erfolgreichen Roman, Le Berger extravagant (dt. „Der verrückte Schäfer“). Es ist die mit gleichsam pädagogischen Intentionen erzählte Geschichte eines jungen Pariser Bourgeois, der nach allzu ausgiebiger Romanlektüre unter dem Spott seiner Freunde als Schäfer mit dem romanesken Namen Lysis zu leben versucht, schließlich aber von seiner Torheit geheilt wird. In diesem teilweise reichlich lehrhaften „Anti-Roman“ (so der Titel der überarbeiteten Version von 1633/34) verspottet Sorel die von Honoré d’Urfés Schäferroman L’Astrée ausgelöste Mode der Schäfergedichte, Schäferstücke, Schäferromane und pastoralen Gesellschaftsspiele aller Art.
1635 kaufte Sorel von einem Onkel das Amt eines Historiographe de France, das zwar nur mäßig dotiert war, aber eine Beinahe-Sinecure darstellte, die es einem Literaten erlaubte, einigermaßen unabhängig von Mäzenen und von der Gunst des Publikums zu Schriftstellern. Dies tat Sorel mit Fleiß noch viele Jahre, wobei er neben zwei weiteren Romanen vorwiegend ernsthaftere „livres d’histoire, de morale et politique“ verfasste (z. B. eine Histoire de Louis XIII, 1646). Allerdings konnte er damit nicht mehr an den großen Erfolg des Francion und den immerhin passablen des Berger anknüpfen, die die Entwicklung der französischen Literatur beeinflusst haben und ihrem Autor bis heute eine gewisse Bekanntheit sichern.
Von Interesse ist Sorel auch als Historiker der Literatur seiner Zeit mit La Bibliothèque française (1664) und De la connaissance des bons livres (1671), mit denen er der erste in Frankreich war, der eine kritische Darstellung der Gegenwartsliteratur versuchte.